# Locomotiva SFAI 1400
La locomotiva 1400 delle Strade Ferrate dell'Alta Italia era una piccola locotender a due assi, costruita nel 1870 dalla Cockerill di Seraing.
Originariamente utilizzata dall'impresa costruttrice del traforo del Fréjus per il traino di treni cantiere, passò dopo il completamento dell'opera 1871 alla SFAI, che la numerò 1400.
Nel 1885, alla creazione delle grandi reti nazionali, la macchina passò alla Rete Mediterranea, dove prese il numero 5101.
Nel 1905, alla statalizzazione delle ferrovie, entrò nel parco delle Ferrovie dello Stato, che la inserirono nel gruppo 800 con numero 8001. Curiosamente, l'altra unità del gruppo, la 8002, era una locomotiva del tutto diversa, più potente e a tender separato.